# Barbara Probst Solomon
Barbara Probst Solomon (Nueva York, 3 de diciembre de 1928-Manhattan, 1 de septiembre de 2019) fue una escritora, ensayista y periodista estadounidense.

## Biografía
Tras graduarse en la escuela secundaria de Dalton se trasladó a vivir a París, finalizada la Segunda Guerra Mundial. Allí tomó conciencia de que Europa no había hecho gran cosa por salvar a su población judía, lo que determinó su compromiso personal con la causa de las libertades y la defensa de los derechos humanos que impregnarán desde entonces el desarrollo de una prolongada trayectoria literaria y activismo social.
Durante su estancia en París colaboró con Paco Benet (el hermano del novelista Juan Benet) en el rescate de estudiantes españoles de un campo de trabajo cercano a Madrid. Posteriormente, en París, le ayudó a publicar y pasar de contrabando a España la revista disidente Península.
Sus obras publicadas incluyen dos novelas, dos volúmenes de memorias y una recopilación de ensayos. En 2007, Solomon recibió el premio Women Together Award, otorgado por Naciones Unidas como tributo a "un grupo de mujeres que comparten el compromiso por su trabajo y la devoción por hacer del mundo un lugar mejor". Era miembro del Sarah Lawrence College y profesora visitante de la Universidad Internacional Menéndez Pelayo. Solomon también ejerció de periodista como corresponsal en Estados Unidos para el diario español El País.
En noviembre de 2010, el Consejo de Ministros de España le concedió la Orden de las Artes y las Letras de España.